# Abu-l-Afiya
Els Abu-l-Afiya foren una família de jueus sefardites que va florir especialment als segles xii i xiii (encara existeix sota el cognom Abolafia o Abulafia). Els seus membres més destacats són: Abraham Abu-l-Afiya, Todros ben Yehuda ha-Urí Abu-l-Afiya i Meir ben Todros ha-Leví Abu-l-Afiya.